# Autobahnkreuz Braunschweig-Nord
Das Autobahnkreuz Braunschweig-Nord ist ein Autobahnkreuz im Norden der kreisfreien Stadt Braunschweig in Niedersachsen. Hier kreuzen sich die Bundesautobahn 2 (E 30) Richtung Hannover/Berlin und die Bundesautobahn 391 (Braunschweiger Westtangente).

## Lage und Bauform
Das Autobahnkreuz befindet sich im Stadtgebiet Braunschweigs. Teilweise grenzen die Wohnsiedlungen direkt an die Straßen des Kreuzes an. Umliegende Stadtteile Braunschweigs sind Wenden, Bienrode, Kralenriede und Veltenhof. Die Autobahnen überbrücken im Osten die Schunter sowie im Süden die Gifhorner Straße. Diese Straße wird westlich des Kreuzes noch einmal über die A 2 geführt.
Das Bauwerk wurde im Zuge des Baus der A 2 im Jahre 1987 errichtet. Es ist als Kleeblatt realisiert, wobei sich die nordwestliche und die südöstliche direkte Rampe in ihrer Streckenführung an den geringen Platz anpassen. Sie sind zudem mit Lärmschutzwänden ausgestattet.

## Verkehrsaufkommen
| BAB   | Von                    | Nach                        | Durchschnittliche tägliche Verkehrsstärke | Durchschnittliche tägliche Verkehrsstärke | Durchschnittliche tägliche Verkehrsstärke | Anteil Schwerlastverkehr | Anteil Schwerlastverkehr | Anteil Schwerlastverkehr |
| BAB   | Von                    | Nach                        | 2005                                      | 2010                                      | 2015                                      | 2005                     | 2010                     | 2015                     |
| ----- | ---------------------- | --------------------------- | ----------------------------------------- | ----------------------------------------- | ----------------------------------------- | ------------------------ | ------------------------ | ------------------------ |
| A 2   | AS Braunschweig-Hafen  | AK Braunschweig-Nord        | 77.800                                    | 82.500                                    | 87.900                                    | 21,6 %                   | 22,3 %                   | 21,7 %                   |
| A 2   | AK Braunschweig-Nord   | AS Braunschweig-Flughafen   | 93.800                                    | 81.700                                    | 81.800                                    | 20,7 %                   | 22,3 %                   | 22,0 %                   |
| A 391 | AS Braunschweig-Wenden | AK Braunschweig-Nord        | 27.300                                    | 26.900                                    | 16.900                                    | 09,9 %                   | 07,0 %                   | 05,5 %                   |
| A 391 | AK Braunschweig-Nord   | AS Braunschweig-Hansestraße | 78.200                                    | 56.200                                    | 33.300                                    | 09,2 %                   | 07,0 %                   | 09,8 %                   |